# Baladine Klossowska
Baladine Klossowska sau Kłossowska (n. 1886, Wrocław - d. 1969, Paris) a fost o pictoriță poloneză. A fost mama artistului Balthasar Klossowski (sau Kłossowski) „de Rola” și a scriitorului și filozofului Pierre Klossowski. Baladine a fost iubita poetului Rainer Maria Rilke.

## Date biografice
La naștere Baladine a purtat numele de Elisabeth Dorothea Spiro. S-a născut în localitatea Wroclaw (germană Breslau) din Polonia. Părinții artistei i-au povestit de mică faptul că originile sale s-ar putea găsi undeva în Grecia. S-a căsătorit cu pictorul și istoricul de artă Erich Klossowski, cu care a a emigrat în capitala Franței, la Paris. Acolo s-a născut primul dintre fii lor, Pierre în anul 1905, urmat de Balthasar în1908. Elisabeth Spiro Klossowska și-a format propria ei carieră în pictură sub numele de Baladine Klossowska. Elisabeth a trăit cea mai mare parte a vieții ei la Paris.
Din cauza faptului că familia Klossowski avea pașapoarte germane, cea mai mare parte a familiei a fost obligată să părăsească Franța în anul 1914. Elisabeth a divorțat de Erich în anul 1917 și ca urmare mama și-a luat fii și s-a mutat în Elveția. Din cauza neajunsurilor financiare, în anul 1921 se mută la Berlin, pentru ca după doar trei ani, în 1924 se reîntoarce la Paris unde va trăi o existență materială de subzistență, de multe ori depinzând de ajutorul prietenilor.
Elisabeth îl întâlnește în anul 1919 pe poetul Rainer Maria Rilke care tocmai ieșise dintr-o depresie prelungită, care l-a ținut departe de scris mai mulți ani de zile. Această perioadă s-a întins pe toată perioada primului război mondial precum și după aceea. Cei doi au depănat o intensă poveste de dragoste, episodică, care s-a terminat cu moartea lui Rilke din anul 1926 ca urmare a leucemiei de care suferea. Rilke a scris în această perioadă două din cele mai importante colecții de poezii ale sale: „Elegiile Duino” (germană Duineser Elegien) și „Sonete către Orfeu” (germană Die Sonette an Orpheus)), ambele publicate în anul 1923. Este ceea ce Rilke a numit „o furtună creativ - sălbatică”. În tot timpul derulării poveștii lor de dragoste, Rilke a numit-o pe Elisabeth, „Merline”, acest lucru devenind cunoscut o dată cu publicarea corespondenței lor în anul 1954.

## Galerie imagini

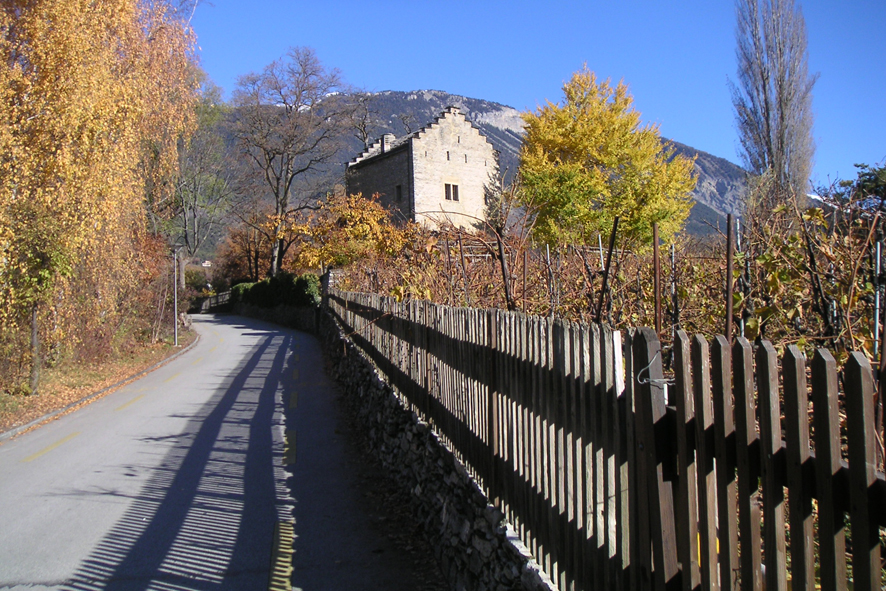
1 - Turnul medieval „Muzot” unde Rilke a locuit cu Baladine între anii 1921 și 1926
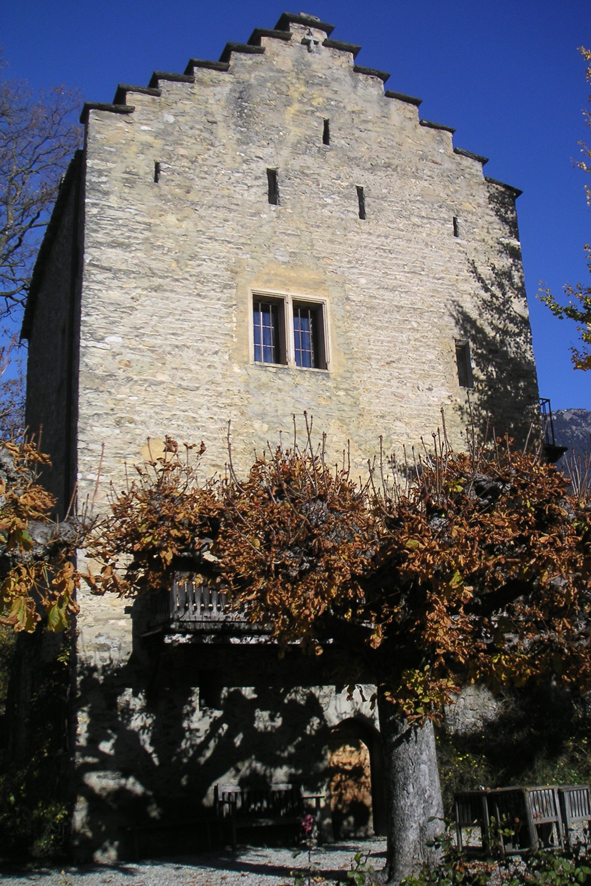
2 - Turnul medieval „Muzot” unde Rilke a locuit cu Baladine între anii 1921 și 1926
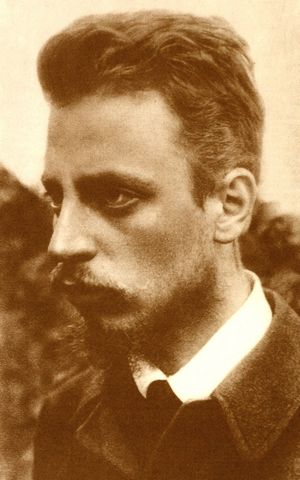
Rilke în anul 1900